# MAKE UP
《MAKE UP》是日本的女歌手西野加奈的第4張單曲，在2009年1月28日由SME Records Inc.發售。

## 概要
- 「MAKE UP」和B面曲「Kirari」是動畫「Chocolate Underground」的主題歌和插曲
- B面曲「Sherie」是近鉄百貨店名古屋店「パッセバザール」的電視廣告歌曲。
- B面曲「MAKE」是A面曲「MAKE UP」的原曲，亦是「Chocolate Underground」配信版本的主題歌。
- 此單曲只有「CD ONLY」1個版本。
- 在2月9日於公信榜單曲週排行榜取得第119位。

## 收錄內容
1. MAKE UP
（作詞：Kana Nishino / 作曲・編曲：Kazuhiko.M）
2. Kirari
（作詞：Kana Nishino / 作曲：ViVi / 編曲：SiZK）
3. Sherie
（作詞：Kana Nishino / 作曲：HIDEO / 編曲：KOJI）
4. MAKE
（作詞：Kana Nishino / 作曲・編曲：Kazuhiko.M）